# Chronostratigrafická jednotka
Chronostratigrafická jednotka je soubor hornin, který se vytvořil v určitém úseku geologického času a jehož hranice jsou izochronními liniemi. Je to objektivně zjistitelný časový interval, do něhož lze řadit události geologického vývoje Země, provádět časovou korelaci a postupné řazení geologických těles, událostí a procesů v celoplanetárním měřítku. Z mezinárodního hlediska jde o nejvýznamnější kategorii stratigrafických jednotek.
Zjišťování geologického času, ať absolutního, nebo relativního, je velmi komplikované a drahé. Nejefektivnější metodou zůstává proto biostratigrafie, která se opírá o vývoj živých organismů. Pro vymezování chronostratigrafických jednotek jsou využívána biostratigrafická kritéria. Doplňují je magnetostratigrafická data a chemostratigrafie.

## Kategorie chronostratigrafických jednotek
Podle hierarchického uspořádání od nejnižších do nejvyšších rozeznáváme následující kategorie chronostratigrafických jednotek: stupeň, oddělení, útvar, eratém a eonotém. Mezi nehierarchické jednotky patří chronozóna.
Stupeň (stage) je jednou z hierarchicky nejnižších jednotek ve standardní chronostratigrafické hierarchii.
Je definován stratotypy spodní a svrchní hranice, respektive svým bazálním stratotypem a bazálním stratotypem nadložního stupně. Geochronologickým vyjádřením trvání stupně je věk (age), který nese stejný název jako stupeň.
Oddělení (series) je chronostratigrafická jednotka kategorie vyšší než stupeň a nižší než útvar. Oddělení je definováno stratotypy svých hranic, přičemž spodní hranice odpovídá případně i spodní hranici nejstaršího stupně (je-li vymezen). Svrchní hranice je definována bází následujícího oddělení. Časové trvání většiny schválených oddělení kolísá mezi 13 a 35 milióny let. Geochronologickým vyjádřením trvání oddělení je epocha (epoch)
Útvar (System) – je chronostratigrafická jednotka vyšší kategorie než oddělení a nižší než eratém. Útvary zaujímají značný časový interval a jejich hranice jsou vymezeny tak výraznými změnami, že slouží jako základní, globálně korelovatelné chronostratigrafické jednotky. Jejich hranice jsou z hlediska mezinárodní stratigrafické komise nejpřísněji sledovanými a formálně definovanými hranicemi. Spodní hranice je vymezena tzv. bazálním stratotypem, svrchní hranice je definována na bazálním stratotypu následujícího útvaru. Prvním bazálním stratotypem, který byl podroben formálnímu schvalovacímu řízení se stal v roce 1972 Klonk u Suchomast (báze devonu). Po něm následovaly další např. báze siluru (Dob`s Linn ve Skotsku) atp. Geochronologickým vyjádřením útvaru je perioda (period), jejíž název odpovídá názvu útvaru.
Eratém (erathem) je chronostratigrafická jednotka vyšší než útvar, obecně se skládá z několika útvarů. Tradiční názvy eratemů odrážejí hlavní změny ve vývoji života na Zemi (paleozoikum, mesozoikum, kenozoikum). Časovým vyjádřením eratemu je éra, její název odpovídá názvu eratému.
Eonotém (eonothem) – je chronostratigrafická jednotka ještě vyšší: např. fanerozoikum. Časovým, geochronologickým vyjádřením je eon.
Chronozóna (chronozone) patří do kategorie nehierarchických chronostratigrafických jednotek. Je to soubor hornin vzniklý kdekoliv na světě v daném časovém intervalu, který odpovídá jiné formální stratigrafické jednotce. Geochronologickým vyjádřením chronozóny je chron.

## Vymezování chronostratigrafických jednotek
Ve druhé polovině dvacátého století byl jedním z hlavních úkolů stratigrafie vytvořit přesnou definici a globální korelaci chronostratigrafických jednotek. Jednotka je definována svojí spodní hranicí, neboli bází, vymezenou na vybraném profilu (tzv. bazálním stratotypu). Svrchní hranice je pak určena bází bezprostředně následující jednotky. Bazální stratotyp nejnižšího oddělení útvaru je zároveň bazálním stratotypem, kterým se definuje spodní hranice tohoto útvaru. Každá chronostratigrafická jednotka musí být nějak zakotvena v geologické historii Země. Jako kotva slouží určitý bod, nebo horizont na vybraném profilu. Tento bod a profil se stává mezinárodním standardem či etalonem podobně jako např. standardní metr či kilogram. Báze chronostratigrafické jednotky je definována v místech, kde byl po často mnohaletých diskusích stratigrafických subkomisí, zatlučen na vybraném profilu (bazální stratotyp) pomyslný zlatý hřeb.Tento pomyslný zlatý hřeb je zatlučen tam, kde na stratotypovém profilu probíhá nějaký snadno objektivně rozlišitelný a široce korelovatelný horizont, zpravidla báze nějaké biozóny.

### Kritéria pro výběr bazálního stratotypu chronostratigrafické jednotky
Požadavky jsou vysoké, v praxi nemohou být dokonale splněny, ale vybraný stratotyp by jim měl vyhovovat co nejlépe.
- Musí jít o nepřerušený vrstevní sled bez diskordancí.
- Přednostně jsou vybírány profily s monofaciální (monofaciální = jednolící; takový, že rub a líc vypadají skoro stejně) mořskou sedimentací bez významnějších litologických změn v hraničním intervalu.
- Fauna, případně flora má být hojná, má se vyskytovat ve všech světadílech a s co nejvyšší různorodostí.
- Musí obsahovat globálně vzájemně související marker horizont. Zpravidla to je biohorizont, charakterizovaný nástupem určitého kosmopolitního mořského taxonu, nebo horizont magnetické reverze či vrstva vhodná pro aplikaci geochronologických metod (např. metabentonit). Výhodou je přítomnost několika dalších, pomocných marker horizontů na stratotypovém profilu.
- Má umožňovat korelaci s profily v jiných lito- a biofaciích, tuto možnost lze podstatně zlepšit též vymezením pomocných stratotypů (parastratotypů) v jiném typu vývoje (jiná lito- a biofacie, jiná biogeografická provincie).
- Profil má být dobře odkryt a minimálně porušen tektonikou či metamorfními přeměnami.
- Musí mít snadnou dostupnost se zárukou volné možnosti studia, sběrů a dlouhodobé ochrany proti zničení. Stratotyp je opatřen trvalým a zřetelným označením přímo v terénu.
- Profil musí být důkladně prostudován, prosbírán a proměřen a výsledky publikovány. Dokumentační materiál, zejména paleontologické sběry, musí být bezpečně a trvale uloženy a snadno přístupny studiu.
- Volba stratotypu má zvažovat historickou prioritu a hranice má být pokud možno přizpůsobena tradičním úrovním.[1]

### Postup při vymezování nových či revizi stávajících mezinárodně platných chronostratigrafických jednotek
- Organizace příslušné pracovní skupiny v rámci Mezinárodní stratigrafické komise.
- Zhodnocení historického vývoje a současného stavu výzkumu.
- Přehled světového rozšíření a vytčení těch oblastí, které mají pro vymezené jednotky zvláštní význam.
- Zhodnocení korelačních možností jednotky a jejích hranic.
- Výběr nejdůležitějších profilů, které odpovídají požadavkům stratotypu jednotky, resp. její báze.
- Detailní terénní a laboratorní studium vybraných profilů. Terénní vymezení hranice.
- Předložení výzkumných zpráv pracovních skupin zpracovávajících jednotlivé potenciální stratotypy a prezentace kandidátů na stratotyp příslušné stratigrafické subkomisi.
- Rozhodnutí subkomise o vymezení hranice a výběru stratotypu.
- Schválení Mezinárodní stratigrafickou komisí a IUGS (u jednotek světové platnosti).
- Označení stratotypu v terénu se zajištěním jeho ochrany a přístupnosti.[1]